# 九華山
九華山（きゅうかさん、簡体字: 九华山; 拼音: Jǐuhuá Shān）は、中華人民共和国安徽省池州市青陽県にある山。標高は1342ｍになる。
九華山は、中国の仏教で言うところの聖地で、中国四大仏教名山（五台山、九華山、普陀山、峨眉山）の一つである。地蔵菩薩の霊場とされる。
中華人民共和国国家級風景名勝区（1982年認定）、中国の5A級観光地（2007年認定）。2019年にユネスコ世界ジオパークに指定された。

## 歴史
漢代には陵陽山と呼ばれ、南北朝時代の南朝梁と陳の時代には九子山と呼ばれた。唐代の詩人李白が天宝8年（749年）頃に訪れ、「妙有分二気、霊山開九華」と詠んだと伝わる。新羅の金喬覚和尚（金和尚、金地蔵、僧名を地蔵、696年 - 794年）がこの地の化城寺で修行中、齢99で入滅した際、3年経って棺を開いて塔に奉安しようとしたところ、その顔貌が生前と全く変わることがなかったことなどから、地蔵菩薩とこの僧を同一視する信仰が生まれ、地蔵王菩薩（仏教の地蔵菩薩が、仏教道教混淆の十王思想と結びつき、閻魔王と一体として死者を裁くとされる）の聖地となった。明代や清代には興隆を誇り、360山以上の寺院に4,000 - 5,000名の僧侶がいた。現在では104つの寺院が現存している。

## 九華街
有名どころで言えば、化城寺や小天台、大天台（離れて違う寺、大天台が山頂にある）、百歳宮、厳海慧寺などになる。中心部は九華街であり、山頂にバスで向かうと、そこが九華街となる。九華街には化城寺、海会寺、大覚寺などがある。九華街から山頂の天台寺まで歩けば、かなりかかる（4.5時間）が、バスで途中まで行き、そこからロープウェイで行けば1時間ちょっとで到着する。

## 肉身菩薩
九華山は肉身菩薩、つまりは高僧が円寂した後、腐敗することがなくなった即身仏のことで、その名所となっている。百歳宮などで見られ、その多くが金箔に貼られている。これは金箔にすると功徳があると言われているためである。この肉身菩薩はこの九華山の特徴であり、未だに神秘のベールに包まれている。